# 曽我物語

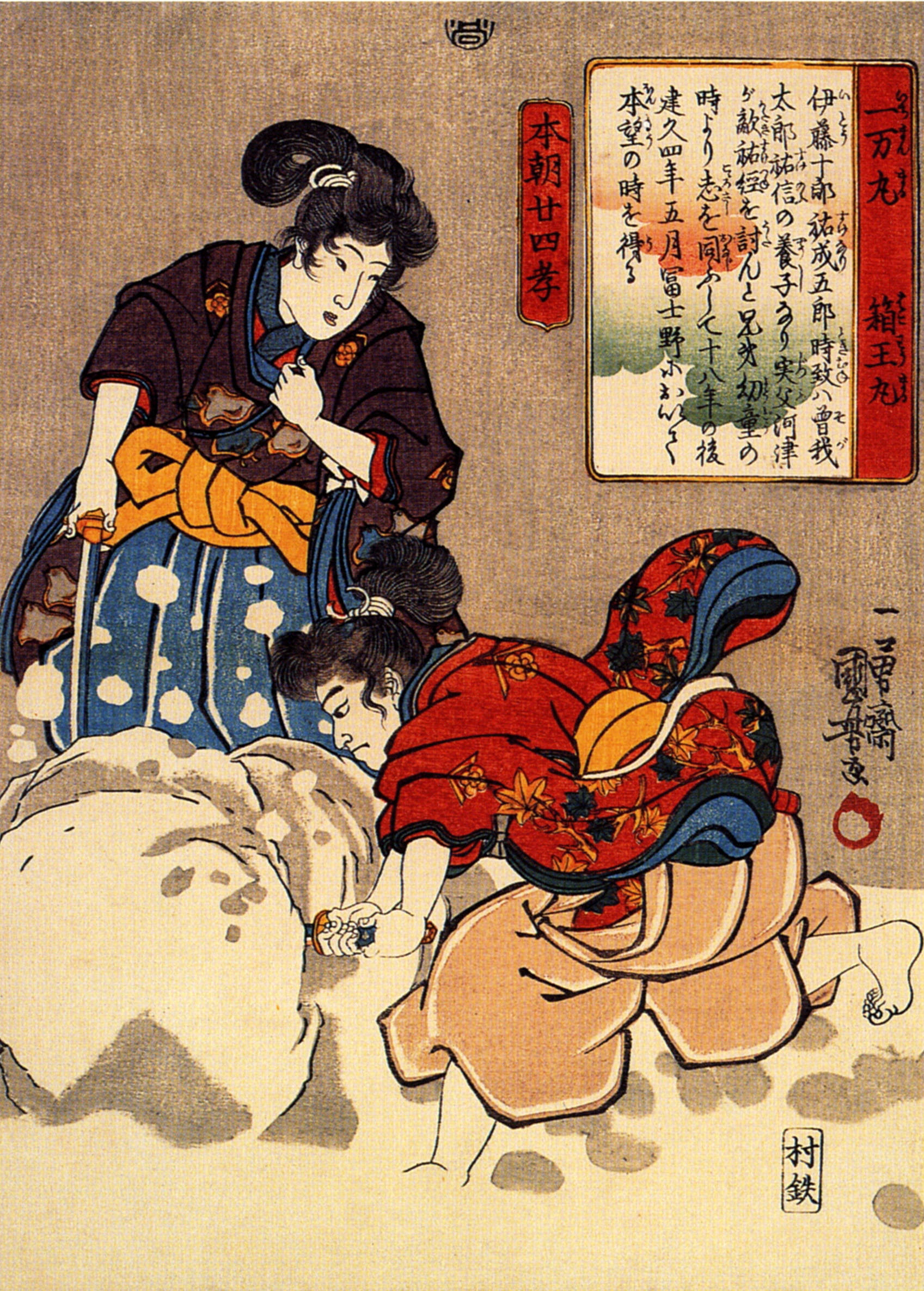
一万丸 箱王丸（曾我兄弟） / 歌川国芳画（天保期）

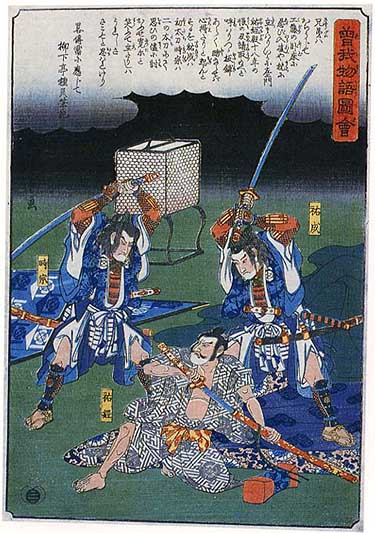
曾我物語圖會 / 歌川広重画（弘化期）

『曽我物語』（そがものがたり）は、鎌倉時代に富士野で起きた曾我兄弟の仇討ちを題材にした軍記物風の英雄伝記物語である。作者・成立年ともに不詳だが、原初形態は鎌倉時代の中期から後期にかけて成立、これが南北朝時代から室町時代にかけて発展したものと推定されている。
初期には関東の地理的・歴史的な実情を色濃く写した「真名本」が盲目の僧らによる語り物として継承された。これが京都に持ち込まれると、史実性が薄められたかわりに、よりドラマチックな「仮名本」が生まれた 。「仮名本」の系統は能や歌舞伎などの演劇や物語・小説の題材となり人気を博し、文芸界に「曽我物」と呼ばれるジャンルを築いた 。「日本三大仇討ちもの」の一つとされる。

## 系統・写本

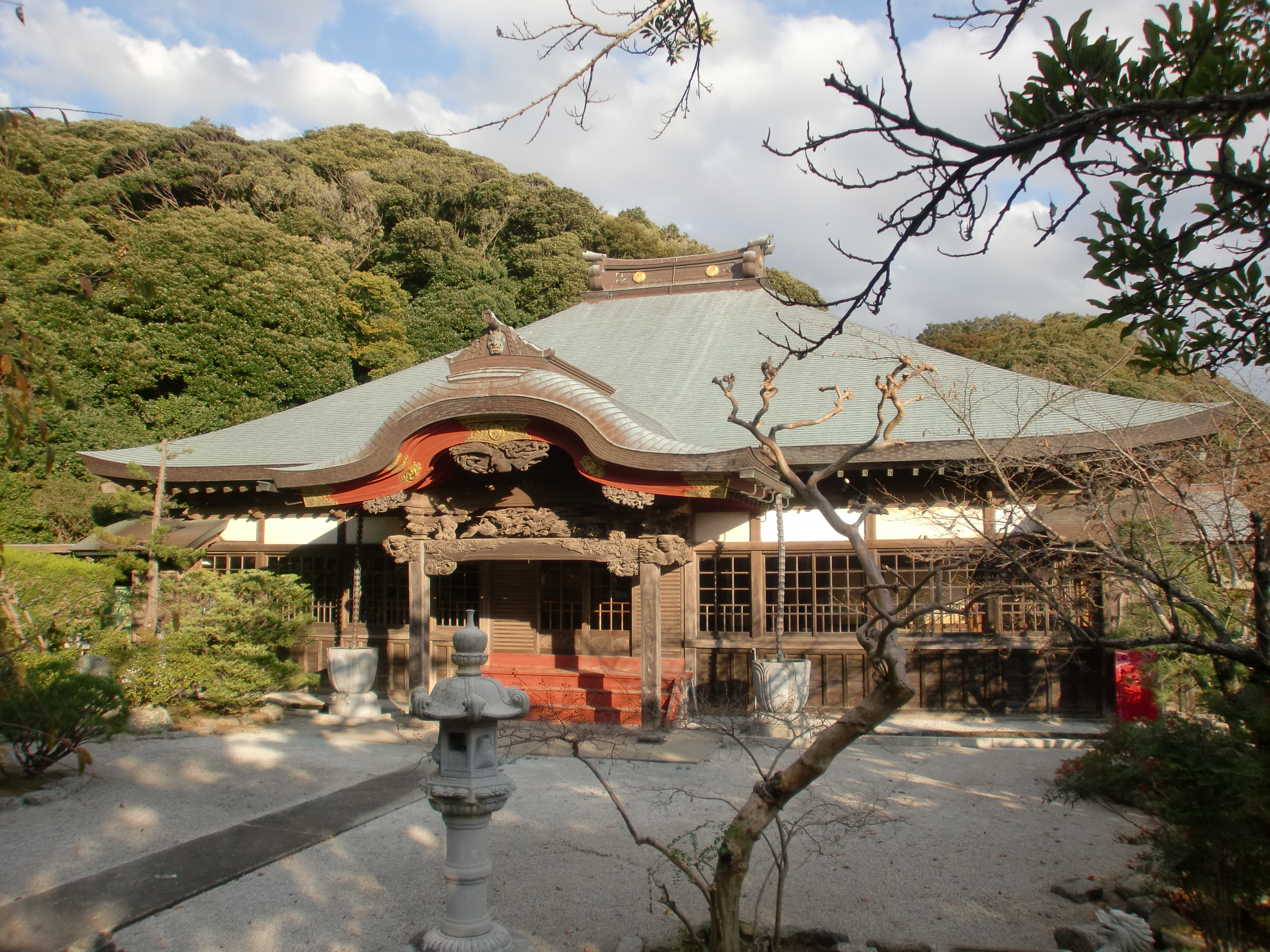
保田妙本寺（妙本寺本旧蔵）

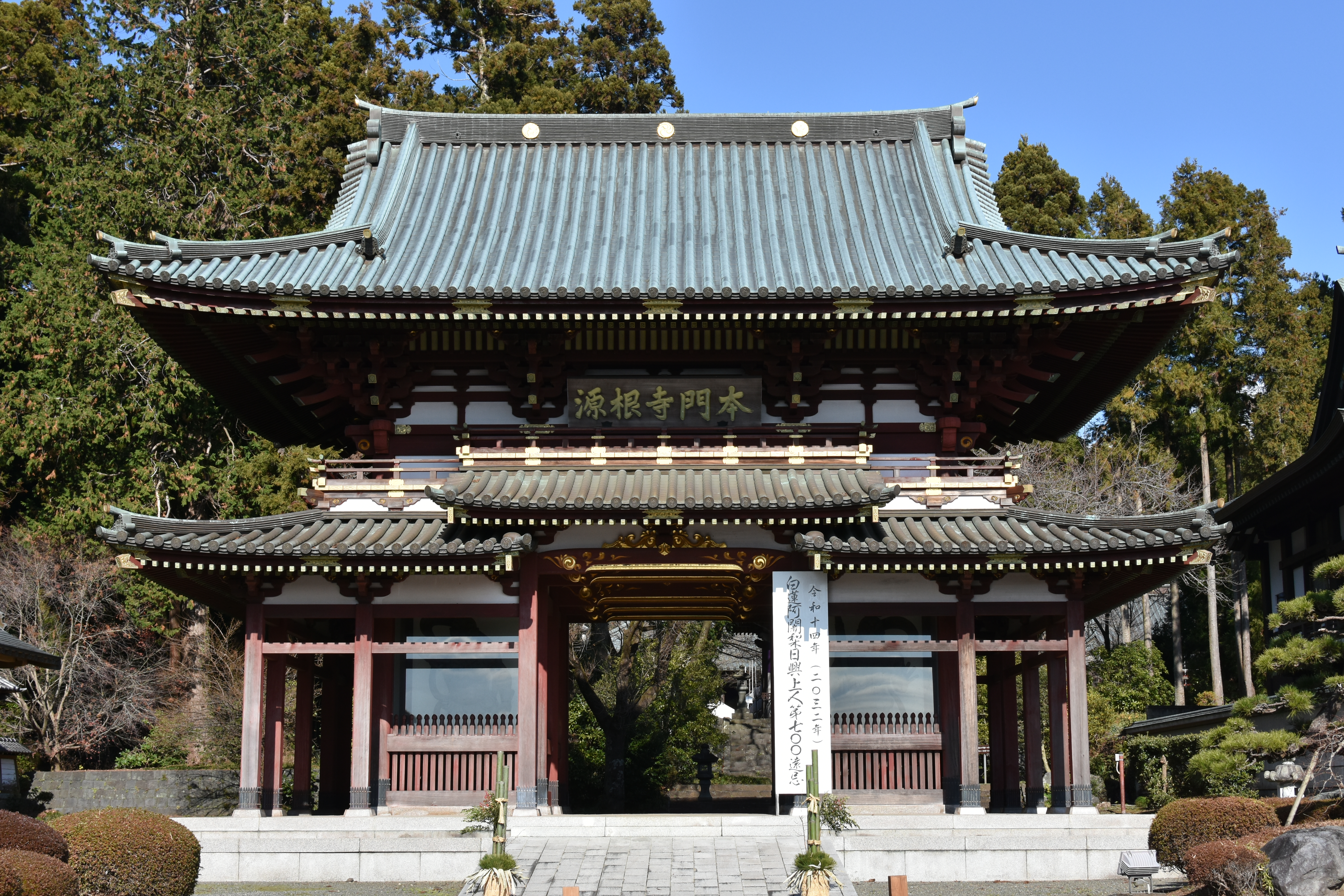
北山本門寺（本門寺本所蔵）

現存する曽我物語の諸本は数多く、写本は70本超、版本も20種を超す。その内容は伝本ごとに異なる部分があって、物語のストーリーも伝本ごとの変化に富む。これが『曽我物語』の特徴でもある。
これら諸本は「真名本」と「仮名本」の2系統に大別される。このうち真名本は、仮名本よりも成立が早く古態を示すとされ、先学では鎌倉時代末期から南北朝時代に成立したとされる。
形式上は、「真名本」は漢字で書かれたもの、「仮名本」は仮名混じりで書かれたものである。「真名本」を読み下した「訓読本」（大石寺本）を区別して3系統とすることもある。「真名本」は全10巻で、「仮名本」も初期の系統は全10巻だが、江戸時代になると「仮名本」全12巻の印刷本（版本）が出回るようになり、これを「流布本」という。仮名本の10巻ものを「仮名第一次本」、12巻の印刷本を「仮名第二次本」ともいう。
内容面では、「真名本」は東国に関する地理や人物等の描写が精緻・正確で、各巻の冒頭部には副題として「本朝報恩合戦謝徳闘諍集」と記され報恩・因果応報の宗教的説話であることが強調されている。そしてその内容は仏教の唱導が色濃く反映されている。こうした点や、独特の表記スタイルが東国で編纂された書物と類似しているなどの特徴から、「真名本」は東国で仏教の影響を受けながら成立したと推定されている。
これに較べると「仮名本」は仏教的教導性が弱められるかわりに、古今の和漢の故事の引用が豊富である。そして、より劇的な脚色や創作的逸話が追加され、娯楽色が強い。反面、東国についての描写は不正確になっている。さまざまな特徴から、「仮名本」は京都で文化人や学僧などによって編み出されていったと推定されている。
大衆に広く支持されたのは娯楽性が豊かで劇的な場面に富む「仮名本」で、これが能や幸若舞、歌舞伎などの題材として普及した。
主な伝本
| 分類   | 伝本名                  | 所在地                                        | 巻数            | 写本作成年代          |
| 真名本 | 妙本寺本                | 宮崎県日南市（伊東家） 千葉県鋸南町（妙本寺） | 全10巻          | 1546年（天文15年）頃  |
| 真名本 | 本門寺本                | 静岡県富士宮市（本門寺）                      | 全10巻          | 1553年（天文23年）    |
| 真名本 | 大石寺本 （訓読本）     | 静岡県富士宮市（大石寺）                      | 全10巻          | 不明                  |
| 真名本 | 小宮山本                | 静嘉堂文庫（小宮山氏）                        | 1-9巻。10巻欠。 | 1740年（元文5年）以前 |
| 仮名本 | 太山寺本                | 兵庫県神戸市（太山寺）                        | 全10巻          | 1539年（天文8年）以前 |
| 仮名本 | 十行古活字本 （流布本） | 各地                                          | 全12巻          | 1596年（慶長元年）    |

### 真名本
「真名本」は、本文が漢字（真名）で書かれている。ただし漢文ではなく、変体漢文体という擬漢文体で記されている。
漢字の文章には訓点（博士家系の乎古止点）が振られ、それでも補えない場合には小さいカタカナの注意書きで読みやすくしてある。
| | 真名本の本文。特徴的な朱書きの乎古止点がみえる。（「妙本寺本」巻九） |
| 「遠傳音聞今見目曽我冠者原只今於君御屋形陣内親敵討宮藤左衛門尉助経罷出思我程者共云留耶為音者無一人二人・・・（者共自縁下踊下住立隠小柴影太刀樋）」 |                                                                      |
| （読み下し）「遠くは音にも伝へて聞きつらむ、今は目に見よ。曽我の冠者原が、只今、君の御屋形の陣内に於いて、親の敵、宮藤左衛門尉助経を討ち罷り出づるなり。我と思うはむ程の者共は留めよやと云ひけれど音する者は一人も無し・・・」                                                              |                                                                      |
| （現代語訳）「これまでは噂に聞いていたであろう、今は目にも見よ。曽我兄弟が、たったいま、君のお屋形のうちで、親の仇、工藤左衛門尉祐経を討って引き上げるところである。我と思わんものは、我らを討てよ」だが、応えるものは一人もなかった。（『曽我物語』（現代語で読む歴史文学）p273 より引用） |                                                                      |

真名本は「妙本寺本」（保田妙本寺旧蔵）と「本門寺本」（北山本門寺所蔵）の2種が主に挙げられ、このうち本門寺本は妙本寺本を書写したものとされることも多いが、別物であるという指摘もある。真名本を訓読した「大石寺本」なども存在し「訓読本」と称される場合もあるが、その性質から真名本に系統分類されることが多い。
真名本は各巻の主題に「并序 本朝報恩合戦 謝徳闘諍集」と副題が付けられていることが特徴であり、また巻7・9にて同様の文言が引用され「報恩」「謝徳」が理由の仇討ちであると説明されている。

#### 妙本寺本
「妙本寺本」（安房妙本寺本）は、現存する完本ものとしては『曽我物語』の中で最古の所伝本である。そして現存する「真名本」の全てが、「妙本寺本」を基にしていることがわかっている。原本は国の重要文化財（日助筆曾我物語真名本全10巻）に指定されている（指定日：1959年（昭和34年）6月27日）。
この祖本はその奥書に「日向国臼杵院右筆四位公日助」と記されており、ここから来歴を知ることができる。これによると、日向国（宮崎県）の日助という日蓮宗の僧侶が書写したものである。日助は日向国の臼杵郡本東寺（延岡市）の住僧だったと推定されている。日助が何をもとに写本を作成したかは不明。
日助は天文15年（1546年）4月25日から8月15日にかけて、写本を作成した。そして、天文22年（1553年）6月21日に、自ら作成した『曽我物語』全10巻の写本を安房国安房郡（千葉県鋸南町）の妙本寺住職の日我（1508年 - 1586年）へ寄進した。これを「妙本寺本」（安房妙本寺本）という。
日助によるこの写本は、このあと宝永6年（1709年）3月に、日向国飫肥藩（宮崎県日南市）の藩主、伊東家の求めに応じて寄進された。日向の伊東氏は、曽我兄弟によって討たれた工藤祐経の子孫である。以後この写本はながらく伊東家の所蔵になっていたが、伊東祐淳（1907年 - 1990年）の代のときに文化庁へ預託になり、国立博物館に所蔵となった。このため、この「妙本寺本」原本を「伊東祐淳蔵妙本寺本」ともいう。
この写本は、『曽我物語』真名本として現存する最古の写本であると同時に、10巻が欠くことなく揃っている。そして、現存する全ての「真名本」系統の伝本はすべて、「妙本寺本」を祖本として作成されたことがわかっている。このため現代の『曽我物語』研究者は、ふつう、この「妙本寺本」を研究の中心におくことになる。
「妙本寺本」は、勉誠出版が写真版を、角川書店が活字版を、平凡社が注釈付き訓読版（東洋文庫）を、それぞれ刊行している。

#### 本門寺本
「妙本寺本」は妙本寺から各地へ伝播したことがわかっている。天文23年（1553年）には、日我が住職を兼務する駿河国富士宮（静岡県富士宮市）の久遠寺で、代官の日義により写本がつくられた。これが同市内の本門寺に現在も伝わり、「本門寺本」（「重須本門寺本」とも）と呼ばれている。
「本門寺本」は10巻10冊で完本で、「妙本寺本」をほぼ忠実に転写したものである。ただし一部、「妙本寺本」にある異文表記や傍書を本文に組み込んでいるところがある。このため「妙本寺本」の下位におかれている。これに反し、「本門寺本」は「妙本寺本」とは異なる写本から作られているとする学説もある。
「本門寺本」は「訓読本」のベースになったことがわかっており、この点で歴史的価値が認められている。このほか「本門寺本」からは、「日尭筆副本」、「内閣文庫蔵本」、「静嘉堂文庫蔵本」、「国会図書館蔵本」などが派生している。

#### そのほかの真名本
- 「大永八年書写本」 - 大永8年（1528年）の奥書がある写本[33]。現存する『曽我物語』のうち、書写年代が最古のもの[33]。巻一のみ現存[33]。
- 「栄尭書写本」 - 天文20年（1551年）の写本[33]。巻十のみ現存[33]。

### 大石寺本（訓読本）

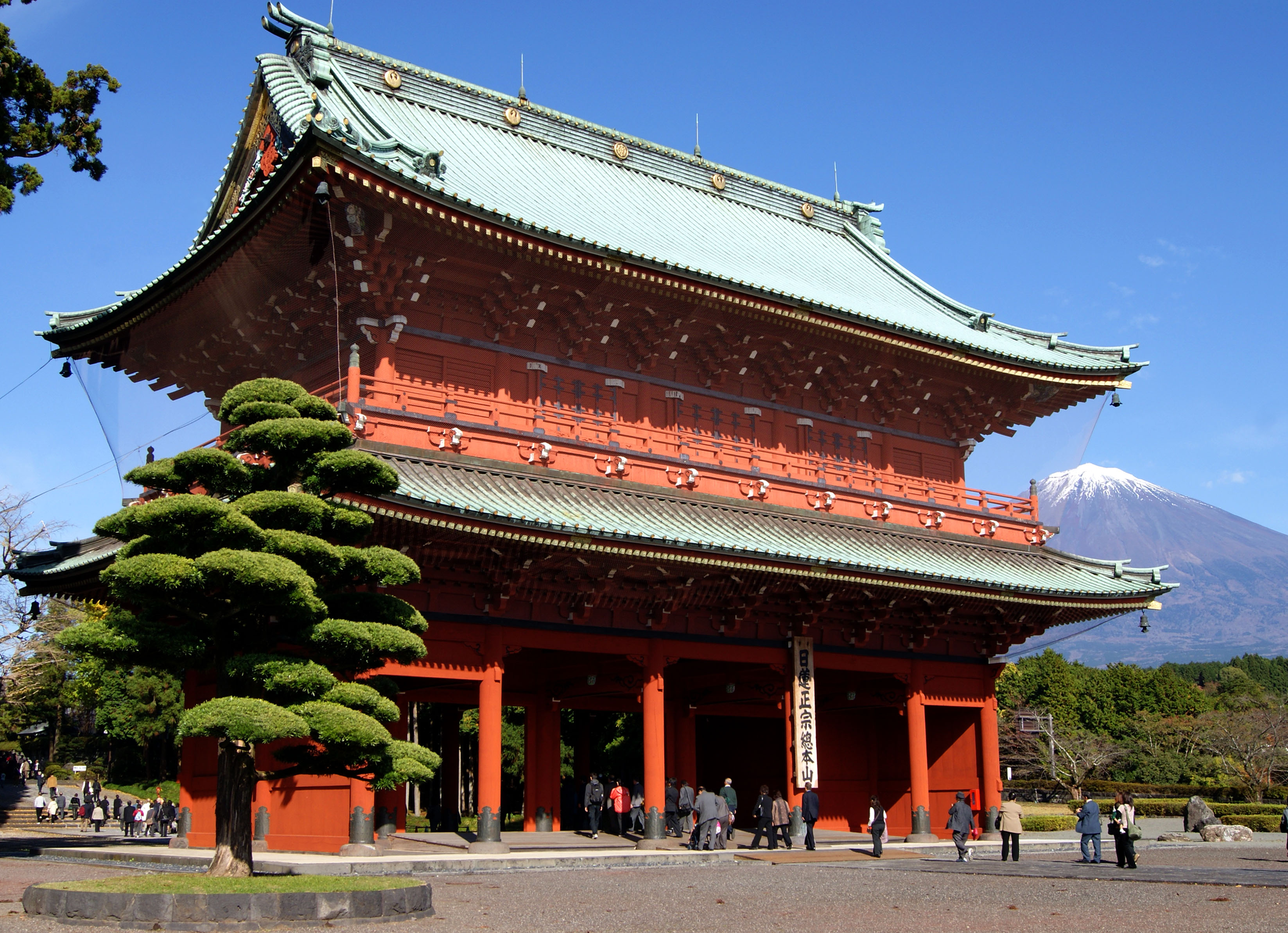
大石寺（静岡県）

「大石寺本」は、漢字の「真名本」をもとに抄出し、読み下したものの総称である。大石寺（静岡県富士宮市）に伝わることからこの名がある。ただし肝心の「大石寺本」そのものは所在不明になっている。そのため、「大石寺本」と言った場合には、原本の大石寺本そのものを指す場合と、大石寺本系の諸本を指す場合がある。
成立年代について一致した見解はなく、室町時代初期（佐成謙太郎）、元亀-天正年間（1570年-1593年、山岸徳平）などの説がある。
この系統の諸本は全10巻で、各巻の冒頭に「本朝報恩合戦謝徳闘諍集并序」とある。これらの顕著な特徴が、「大石寺本」が「真名本」をもとに作成されたことを如実に示しているとされている。一般的には、大石寺本系統の諸本は真名本のうち「本門寺本」から作られたというのが定説である。一方、祖本は「妙本寺本」でも「本門寺本」でもなく、現存しない別の真名本だとする説もある。
大石寺本（訓読本）系統は、原型である真名本から、物語全体のテーマ性を損なわないように注意しつつ、文章量を減らして読みやすくするように改編されている。そのための手法として、本文の削除や要約、語句の変更、表現の置き換え、独自のカナ表記などが行われている。また、ストーリーの本筋とは関係がない唱導譚が割愛されている。この結果として、読者にとって場面展開が把握しやすく、よりドラマティックな読み物になっている。
こうした改編が顕著であることから、「真名本」「仮名本」とは区別し、「訓読本」として第3の系統とする説がある。

#### 大石寺本系の諸本

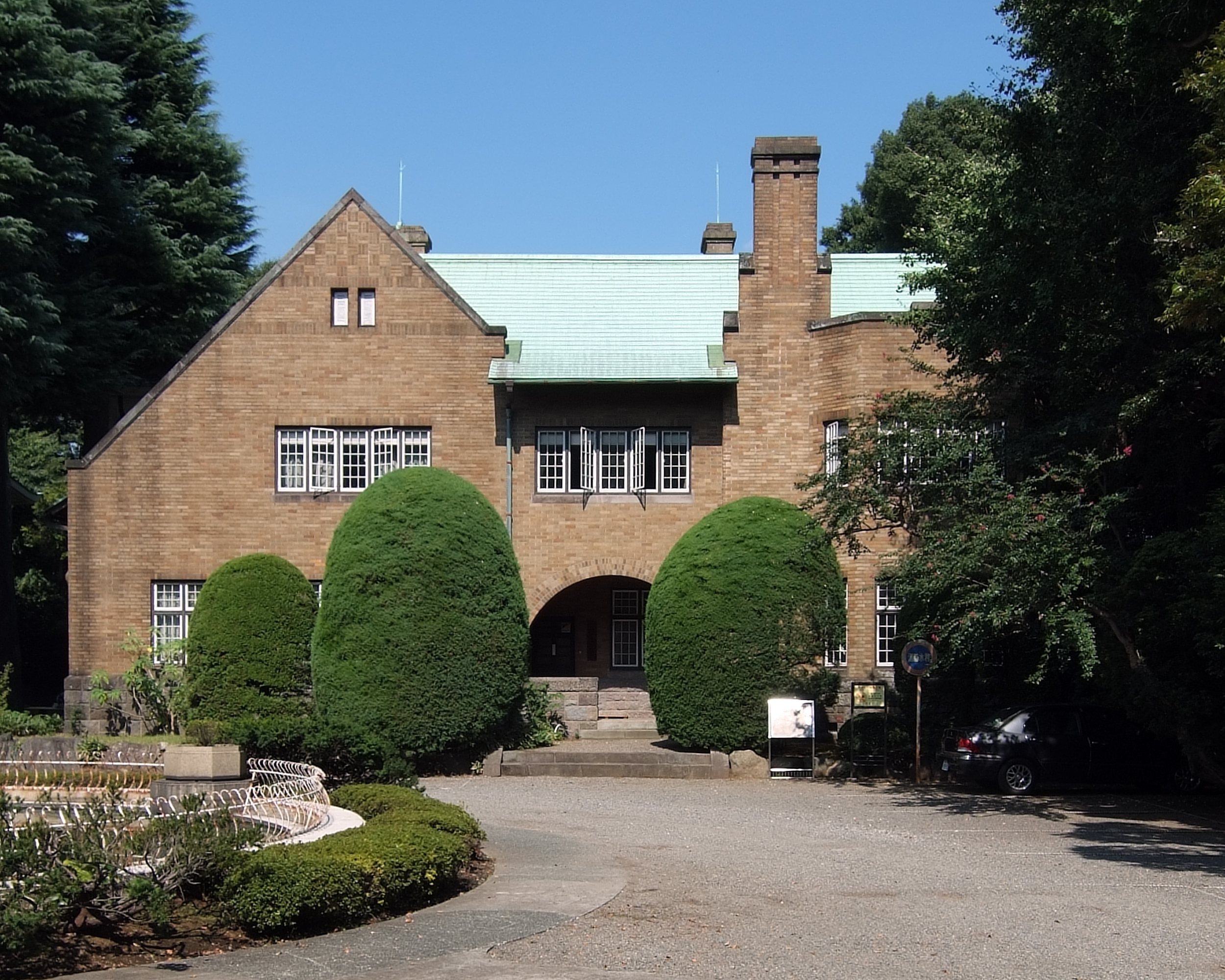
静嘉堂文庫（東京都）

大石寺本は、巻十の箱根別当による説法の場面の有無にもとづいて、大きく2系統に大別されている。このシーンがあるものがI類、ないものがII類である。
I類のなかでは、日本大学の所蔵本（「日大本」）が、この系統では最初期のものである特徴を有しており、「本門寺本」に近い。ただし「日大本」だけにみられる誤りなどもあり、大石寺本全体の原本ではないと考えられている。慶應義塾大学所蔵本（「慶大本」）は、他の諸本にはみられない詞章をもつのが特徴で、本文には目移りを原因とする誤記がみられる。
II類のなかでは、静嘉堂文庫所蔵の小宮山昌世題本（「小宮山本」）、名古屋市鶴舞中央図書館所蔵本（「鶴舞本」）が代表的である。
- I類
  - 「日大本」- 日本大学所蔵
  - 「慶大本」- 慶應義塾大学所蔵
- II類
  - 「小宮山本」- 静嘉堂文庫所蔵・小宮山昌世題本 10巻が欠落。序文に「元文5年（1740年）」とあり、それ以前に成立したものとみられる[24]。
  - 「武田本」- 国学院大学所蔵・武田祐吉旧蔵本
  - 「犬井本」- 犬井善壽所蔵本 1・5・6・7・8巻のみ現存
  - 「山岸本」- 実践女子大学山岸文庫本
  - 「国史本」- 国史叢書所収本 所在不明
  - 「鶴舞本」- 名古屋市鶴舞中央図書館所蔵
  - 「南葵本」- 東京大学附属図書館所蔵・南葵文庫本
  - 「松井本」- 静嘉堂文庫所蔵・松井簡治旧蔵本
  - 「彰考館本」- 彰考館文庫本

### 仮名本
仮名本は10巻ないし12巻からなり、「太山寺本」が古態を示すとされる。流布本・古活字版といったものも仮名本の系統に含まれ、多くの諸本が残る（「彰考館本」「武田甲本」等）。仮名本は真名本を基としたとされる。
「仮名本」には、10巻もの、11巻もの、12巻ものがあり、ほかに「孝養巻」をもつものもある。初期のタイプの仮名本は10巻もので、これを「第一次仮名本」ともいう。江戸時代には印刷版の12巻ものが広まり、これを「流布本」「第二次仮名本」などという。
その本文内容で分類すると、巻1から巻10は甲類・乙類の2種、巻11は甲類・乙類・丙類の3種、巻12は甲類1種となる。
- 1-10巻
  - 甲類
  - 乙類
- 11巻
  - 甲類
  - 乙類
  - 丙類
- 12巻
  - 甲類

このうち「乙類」はより古い様式を残すもので、「甲類」は、「乙類」を基に作られた諸本で、内容も大きく改変されているものがある。乙類の中でも最も古いテキストを伝えているのが「太山寺本」である。
「太山寺本」以外では、「仮名本」は各諸本が相互に影響しあっており、系統は非常に複雑である。
内容面では「真名本」との違いが著しい。「真名本」が持っていた仏教の説法的性格は大きく減じられて、東国の地理や歴史、文化についての描写の正確性も失われている。その一方で、一つ一つの場面が、古典や故事、他の伝統芸能作品からの引用やオマージュに富み、技巧を凝らして劇的に盛り上げられている。こうした趣向は、様々な場面が類型的なものになり、また物語全体を見通すと様々な矛盾を作り出し、テーマ性や一貫性を損なっている。しかし、ドラマティックで読みやすい「仮名本」は、大衆の心をとらえて大いに人気を博すことになった。

#### 太山寺本

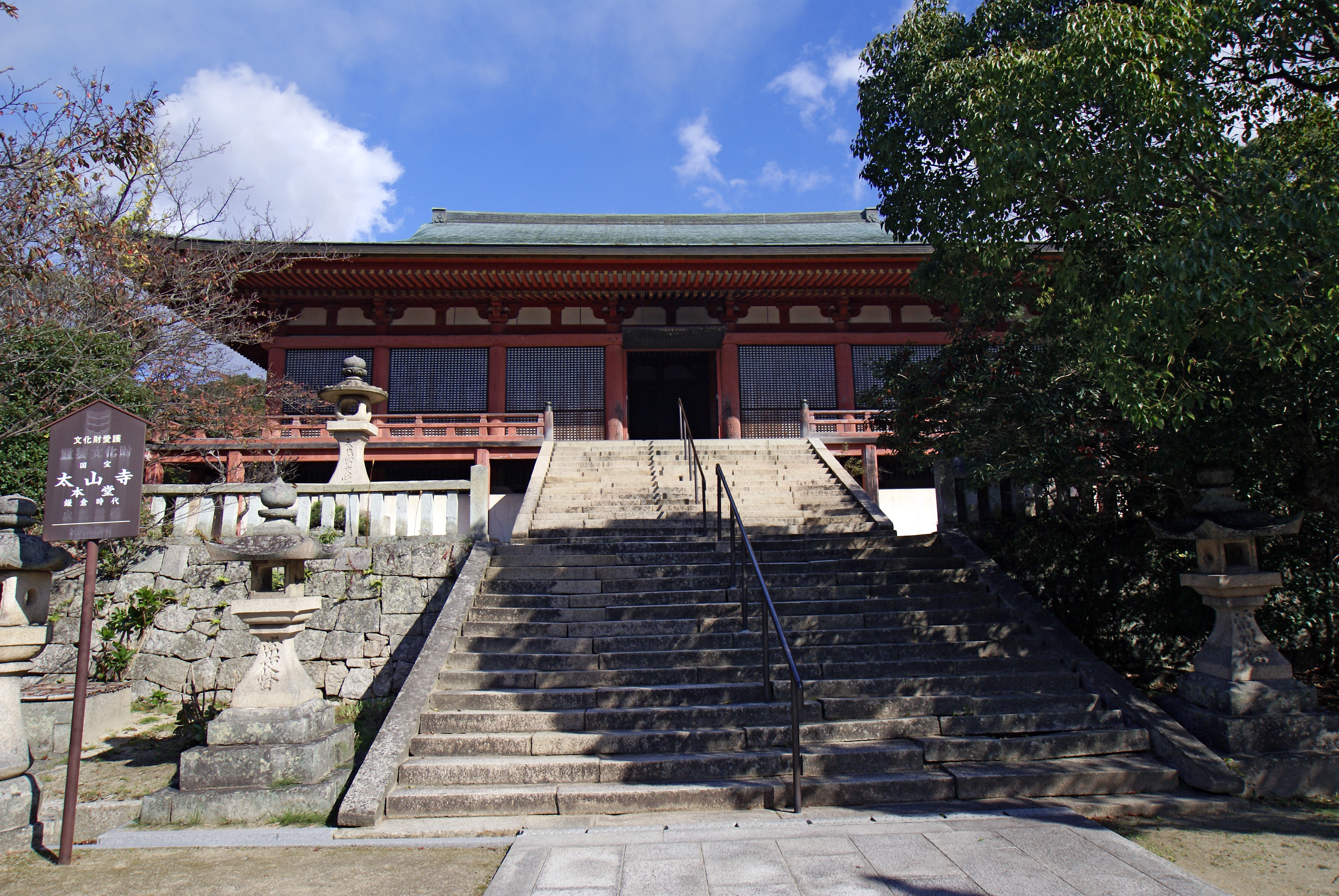
太山寺（神戸市）

「太山寺本」は「仮名本」のなかでは最も古い形態を残す伝本で、播磨国太山寺（兵庫県神戸市）に所蔵されていることからこの名がある。
天文8年（1539年）11月2日、枝吉城城主の明石長行が、亡き妻の昌慶禅定尼の一周忌に際し、妻の遺品だった11種の書籍を奉納した。このなかには『古今和歌集』『拾遺和歌集』『後拾遺和歌集』『後撰和歌集』『玉葉和歌集』などの和歌集や、『伊勢物語』『平家物語』など様々な書籍があり、『曽我物語』（仮名本）全10巻もそのうちの一つである。この伝本は「曽我物語（仮名本）天文八年明石長行寄進奥書」として、国の重要文化財に指定されている（指定日：1966年（昭和41年）6月11日）。
全10巻本であるが、他の仮名本と比較すると構成に違いがある。ふつうの仮名本の1巻・2巻の内容を1巻にまとめ、2巻は源頼朝の前半生を語るのに費やしており、源頼朝が13歳で伊豆に流されたところから挙兵をして鎌倉に移るまでが描かれている。
本文は乙類に分類される。全編の至るところに、日本で著された故事成語事典（藤原孝範『明文抄』など）からの引用が散りばめられていて、しかもその引用が他の仮名本と較べて最も正確なのが特徴。他の諸本と対照すると、「太山寺本」独自のテキストに富み、かつそれが古い態様を示している。

#### 流布本
「仮名本」は、江戸時代になると全12巻の印刷版が刊行され、広く流通した。これを「流布本」という。
最古の「流布本」は、慶長元年（1596年）に刊行されたもので、「十行古活字本」と呼ばれる。

## 作者と成立

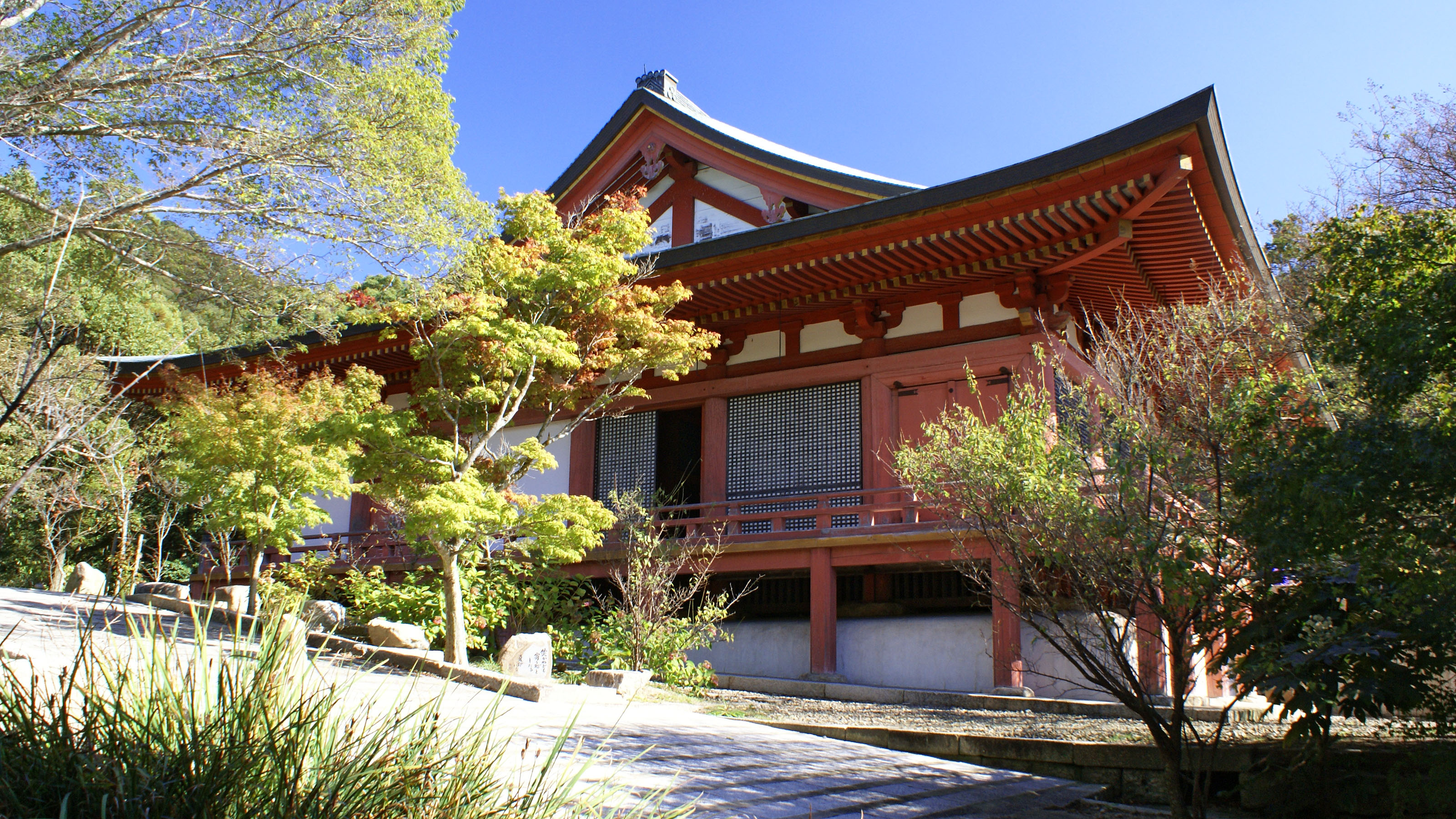
太山寺（太山寺本蔵）

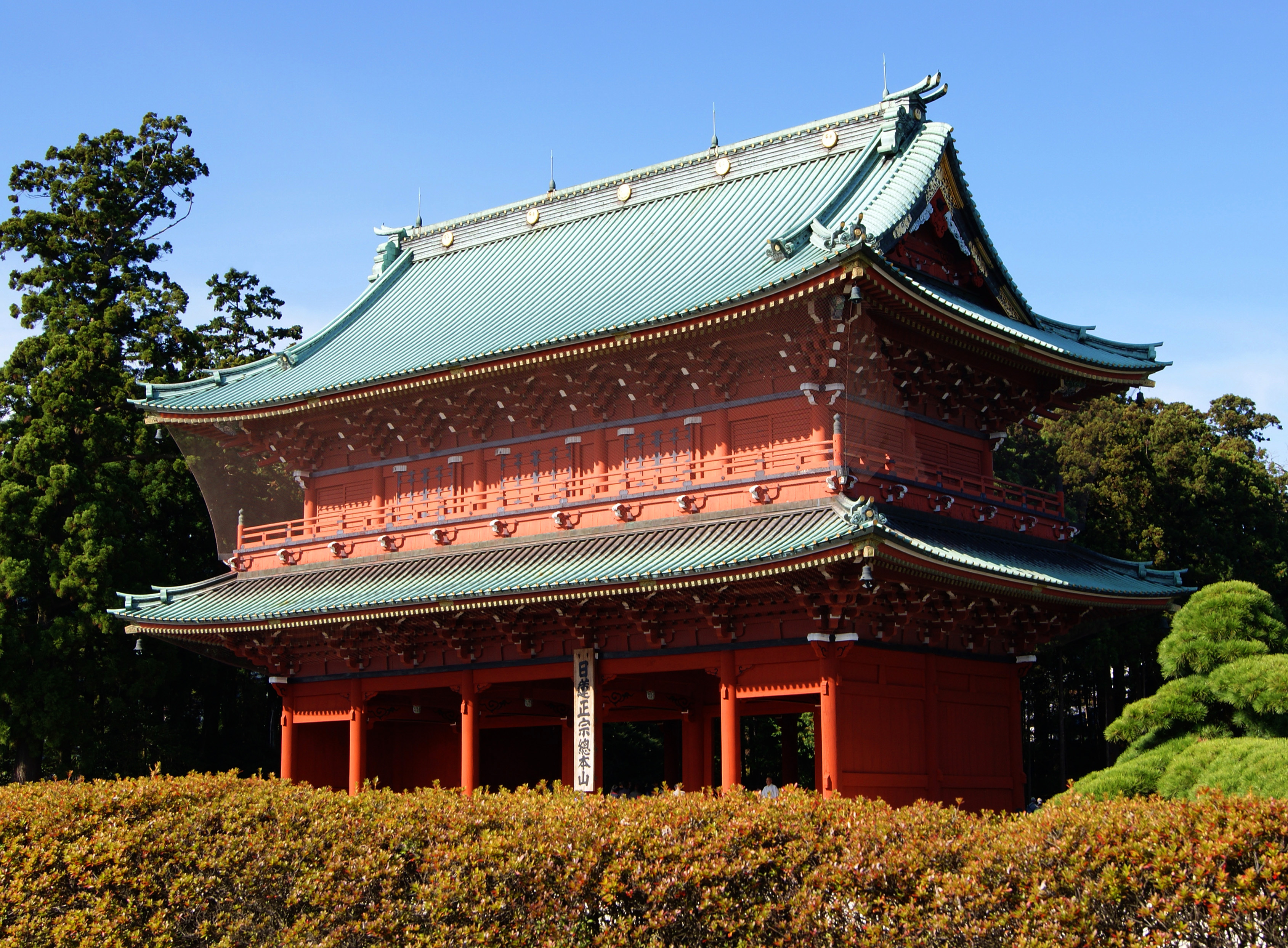
大石寺（大石寺本蔵）

### 真名本の成立過程
『曽我物語』の成立過程について、民俗学者たちは、書誌学的手法とは異なるアプローチで研究を行った。その成果は、現在ではおおよそ定説として受け入れられている。その概要はおおよそ次のようになる。
曽我兄弟の地元である箱根や伊豆地方では、仇討ちのあと哀れな死を遂げた兄弟の霊を鎮めるために、彼らの物語を巫女たちが語り広めた（「曽我語り」）。仏教の唱導思想や時宗・浄土宗の影響のもと、この原初的な兄弟の物語に、『六代勝事記』などから歴史的事象・伝承が採り入れられて曽我物語・真名本の原型となっていった。これはおおむね鎌倉時代の終わり頃までには成立した。その後も様々な文献資料から情報をとりこみながら発展し、現在伝わる「真名本」は15世紀の初頭までに形成された。
本文テキストの論考によるルーツ考証
荒木良雄（国文学者、1890年-1969年）は、『曽我物語』のなかで関東地方の地理的描写が精緻・正確であることに着目した。とりわけ箱根権現は詳細に述べられていることから、箱根山の僧が原初的な『曽我物語』（『原曽我物語（真名本）』）の作者であるとした。そして、成立年代を1361年〈康安元年〉から1388年〈嘉慶2年〉のあいだと推定した。
山西明（国文学者）は、真名本のなかに「今ノ世ニハ城殿ト申ス」とあることに着目した。「城殿」は安達泰盛（秋田城介）のことを指し、安達泰盛は霜月騒動（1285年〈弘安8年〉）で滅ぼされていることから、真名本の成立期はこれ以前であるとした。また、しばしば安達泰盛を称賛するような逸話が盛り込まれており、安達泰盛が上野国の統治を任されていたことから、真名本の成立には上野国の修験者たちが関わっているとした。
福田晃（国文学者、1932年 - ）は、山西の説を批判的に継承した。安達泰盛は1285年の霜月騒動で討たれたものの、14世紀にはふたたび安達氏は秋田城介に任じられるようになっている。このため「一応の目安」として、1308年〈徳治3年〉から1333年〈元弘3年〉を成立期と推定した。
この「秋田城介」説について、村上学（1936年 - ）は、真名本を作成する基になった資料に「今の城殿」という表現があった可能性を指摘し、『曽我物語』成立年代を推定する根拠としては弱いと批判した。
坂井孝一（歴史学者、1951年 - ）は、『吾妻鏡』のなかの仇討ち関係の記録で『曽我物語』と重複する箇所が多数あることを指摘、『吾妻鏡』編者が原初的な曽我物語「真名本」を参照したと推定した。『吾妻鏡』の前半の成立時期については複数の説があり、早いものでは1265年〈文永2年〉から1273年〈文永10年〉の間、遅いものでは1303年〈嘉元元年〉から1306年〈嘉元4年〉とされているので、「真名本」がその原初形態はこの時点では存在していたということになる。
民俗学によるアプローチ
柳田国男（民俗学者、1875年-1962年）は、『曽我物語』の原初形態は、非業の最期を遂げた曽我兄弟に対する鎮魂にあるとした。この世に無念を残して死んだ兄弟は、放置しておくと怨霊となって禍いをもたらす。だがこれを御霊神として崇め、その悲嘆を現世の人間が共有することで、兄弟はかえって守護神となる。こうして、曽我兄弟の鎮魂のためその事績を伝説として継承するようになった。
折口信夫（民俗学者・国文学者、1887年-1953年）は、柳田の説を受け、曽我兄弟を鎮魂するための「語り」が興ったとした。最初期の語り手は箱根権現・伊豆山権現の瞽女（盲目の巫女）だったという。
角川源義（国文学者、1917年-1975年）は、柳田・折口の説を発展的に継承した。曽我兄弟の仇討ちが起きた当時の箱根山には、勧学院・延暦寺出身の覚明という僧がいた。角川は、仇討ち事件からまもなく、覚明によって「原曽我物語」というべき曽我物語の原型が編まれたのだろうと推測した。さらに13世紀の初めごろ、箱根・伊豆の宗教界を支配していた天台宗の安居院聖覚のもとで、「原曽我物語」に唱導的性格が加えられていった。そして、伊豆の密厳院において、現存する「真名本」の前期形態である「中間的真名本」に昇華した。その時期は、『吾妻鏡』の前半部の成立時期よりも早いと推定され、1265年から1273年頃までには出来上がっていたという。さらにこれを基にして、箱根の福田寺で時宗の思想が追加され、鎌倉時代の終わり頃に「真名本」全10巻が成立した、というのが角川の説である。
福田晃（国文学者、1932年 - ）は、これらの諸説に影響を受け、原初形態としての「曽我語り」の存在を提唱した。「曽我語り」は、仇討ちの舞台になった富士山の裾野一帯で、口寄せを生業とする遊行巫女たちによって自然発生したという。「曽我語り」は、曽我兄弟が活動した神奈川県西部から静岡県東部にまたがる地域で語り広められながら、在地の修験僧や比丘尼によって唱導性や物語要素が取り込まれていった。これを担ったのが箱根権現・伊豆山権現や、箱根と関係の深い大磯（神奈川県）の高麗寺の修行僧・尼僧だったという。そして安居院のもとで「原真名本」10巻が誕生した。これを基に、14世紀後半から15世紀の初め頃までに、浄土宗名越派の僧によって、現存する「真名本」が完成したという。
これらの諸説は、成立年代や成立に関わる個人・地域の絞り込みなど細部についての小異はあるものの、在地の鎮魂的な「語り」が伊豆・箱根周辺の修験僧により筆写された「原曽我物語」になり、これが発展成長して『曽我物語』真名本が成立した、という大筋で、定説として広く受け入れられている。

### 仮名本の成立過程
「仮名本」の系統は複雑で、その成立時期については今もなお不明である。
佐成謙太郎（国文学者、1890年 - 1966年）は、『親元日記』の中に1465年〈寛正6年〉3月9日に「伏木曽我」が上演されたという記述があることを指摘、「仮名本」はこれ以前に成立していたと推定した。
村上学（国文学者、1936年 - ）は、『醍醐寺雑記』（1347年〈貞和3年〉）のなかに「蘇我十郎五郎事」の話を聞いたというくだりがあり、その記述は「仮名本」と類似していることを示した。これにより、少なくとも「仮名本」の原型が14世紀前半までに整っていたとした。
村上美登志（文学者、1951年 - ）は、仮名本系統のなかで最も原初的とされる「太山寺本」のなかで、曽我兄弟の母親が「今の慈恩寺」について言及していることに着目した。この「慈恩寺」は、正平年間（1346年 - 1370年）に六角氏頼が近江国蒲生郡安土（滋賀県近江八幡市）に建立した慈恩寺と推定され、これが兵火にかかって焼失するのとそう変わらない時期の1370年前後に「太山寺本」のもとになった仮名本が作られたと推定した。
しかしこの説には湯谷裕三（国文学）から慎重意見が示されている。平安時代の『和漢朗詠集』の注釈のなかに、曽我兄弟の母親が語った説話と類似する記述が認められ、これがもとになっている可能性もあるというのである。
村上美登志はほかにも、「太山寺本」の成立時期を14世紀後半とする傍証を示している。曽我兄弟の母親は、1320年〈元応2年〉成立の『続千載和歌集』掲載の和歌を「古き歌」として引用する。村上美登志は、この部分が後世による補筆でなければ、という条件つきだが、これは「太山寺本」が14世紀後半に成立したことを示唆するものだとした。

### 曽我語りと女性芸能者
曾我物語は、語り・唱導により伝えられたとされる。これら語りとしての早例として、貞和3年（1347年）『醍醐寺雑記』に「蘇我十郎五郎事」から始まる箇所があり、盲人の語りを記した曾我語りが登場することが知られる。
語り手は遊行巫女 ・比丘尼 ・瞽女 といった女性芸能者が想定され、日本の広範囲に語り物として広まっていったとされる。『七十一番職人歌合』二十五番に女盲「伊藤が嫡子に河津の三郎とて」とあり、女性芸能者による曽我語りが記される。また謡曲『望月』にも盲御前の曽我語りが記される。

### 史実性
史料としての曽我物語は、曽我兄弟の仇討ちが発生してから少なくとも100年以上経過してから成立したものであり、時事的な史料ではない。また曾我物語は地理的な状況矛盾も指摘される。しかし曽我兄弟の仇討ちを記す史料は他に『吾妻鏡』等しかなく、同事件を紐解く数少ない史料となっている。公家の日記等も同時期のものは欠いているという事情もあるが、史料の少なさから事件の意図的な隠蔽の可能性も指摘されている。

## 真名本・仮名本の比較
真名本と仮名本の性質の違いとして、真名本は仏教的価値観の投影や東国の地域性を強く反映しているという指摘がある。例えば真名本は箱根権現との密接な関わりが指摘される。その他仮名本は劇的展開に力点をおいているという指摘等がある。
仇討ち後の曽我兄弟の位置づけも大きく異なる。真名本曽我物語に「富士の郡の御霊神とならざらむ」とあるように、真名本の場合曽我兄弟は富士山麓の地で没し御霊神となることを自ら望む構成となっており、実際に仇討ち後に富士浅間大菩薩と一体化している描写が見られる。
一方、仮名本では御霊化は説かれていないことも指摘される。仮名本の場合曽我兄弟は霊神とならず亡霊・怨霊としての描き方となっており、真名本と仮名本では仇討ち後の扱いに明確な差異がある。